# Liste des sites archéologiques d'intérêt national
Pour les articles homonymes, voir Intérêt national.

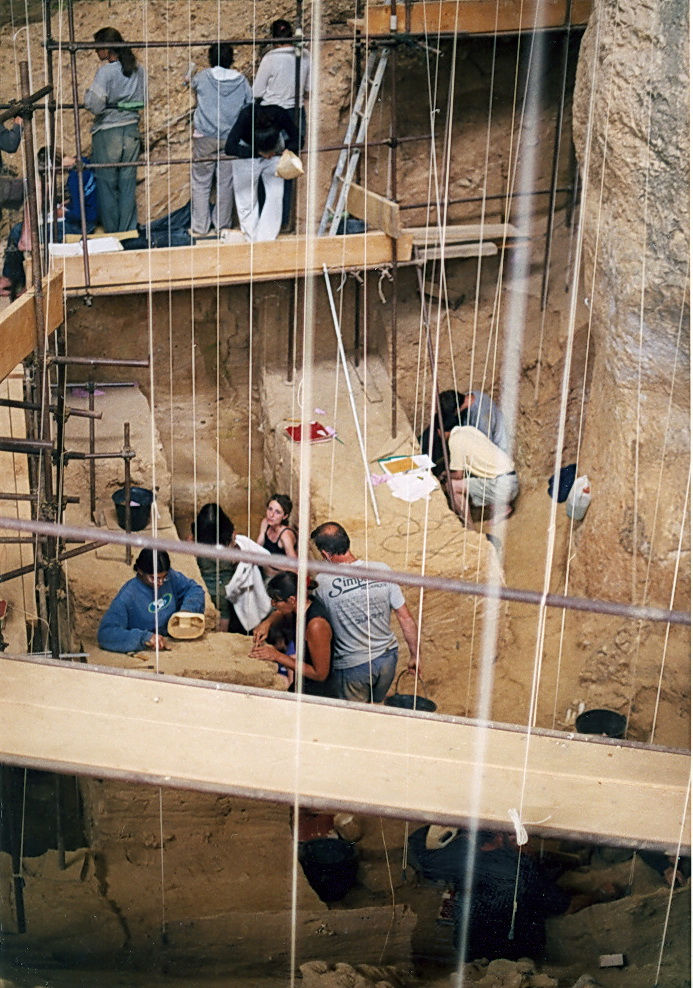
Chantier de fouille en 2002 au caune de l'Arago à Tautavel, site archéologique d'intérêt national.

La liste des sites archéologiques d'intérêt national est une liste constituée entre 1994 et 2007 par les pouvoirs publics français, comprenant les sites archéologiques d'une importance telle qu'ils ne pouvaient être fouillés que sur autorisation du ministère de la Culture, au contraire des autres sites ne nécessitant qu'une autorisation du préfet de région.

## Historique
Avant la création de cette liste, la loi du 27 septembre 1941 (dite loi Carcopino) prévoyait que seul le ministère de la Culture pouvait autoriser les fouilles archéologiques.
Dans une optique de déconcentration,,, un décret du 27 mai 1994 a modifié cette loi pour déléguer aux préfets de région le pouvoir d'autoriser les fouilles, sur avis de la Commission interrégionale de la recherche archéologique (CIRA). L'article 4 du décret a néanmoins laissé certains sites d'importance, dits d'intérêt national, sous le contrôle du ministère (ou de sa direction générale des Patrimoines, par délégation), sur avis du Conseil national de la recherche archéologique (CNRA).
La liste de ces sites d'intérêt national était établie par arrêté du ministère, sur avis du CNRA. Le premier arrêté de ce type fut pris le 21 mars 1995, et modifié par deux autres arrêtés, l'un du 28 novembre 1995 qui ajouta la grotte Chauvet et le château de Mayenne à la liste, et l'autre du 4 novembre 1998 qui retira le site archéologique d'Alésia à Alise-Sainte-Reine, les fouilles y étant terminées.
Ces dispositions ont été abrogées par un décret du 11 mai 2007.

## Choix des sites
« Il s'agit non de monuments mais de sites, considérés sous l'angle des recherches et des travaux auxquels ils donnent lieu, et retenus en fonction de la valeur archéologique intrinsèque des vestiges qu'ils renferment et de l'exemplarité des recherches qui y sont actuellement menées. »

Le titre est « prestigieux et rare ».

## Liste
La liste des sites archéologiques d'intérêt national est la suivante (classée par région, puis département, puis commune ; lorsqu'un site s'étend sur deux entités, le classement est fait sur la première entité par ordre alphabétique) :
| Site | Site | Commune(s)                            | Département         | Région                  | Date de l'arrêté                              |
| --- | --- | ------------------------------------- | ------------------- | ----------------------- | --------------------------------------------- |
| Alba | Alba | Alba                                  | Ardèche             | Auvergne-Rhône-Alpes    | 21 mars 1995                                  |
| Grotte Chauvet - Pont-d'Arc                                                                                  | Grotte Chauvet - Pont-d'Arc                                                                                  | Vallon-Pont-d'Arc                     | Ardèche             | Auvergne-Rhône-Alpes    | 28 novembre 1995                              |
| Site médiéval de Colletière                                                                                  | Site médiéval de Colletière                                                                                  | Charavines                            | Isère               | Auvergne-Rhône-Alpes    | 21 mars 1995                                  |
| Agglomération viennoise                                                                                      | Agglomération viennoise                                                                                      | Vienne                                | Isère               | Auvergne-Rhône-Alpes    | 21 mars 1995                                  |
| Agglomération viennoise                                                                                      | Agglomération viennoise                                                                                      | Saint-Romain-en-Gal et Sainte-Colombe | Rhône               | Auvergne-Rhône-Alpes    | 21 mars 1995                                  |
| Site archéologique d'Alésia (site du siège d'Alésia de 52 av. J.-C., site gallo-romain et du haut Moyen Âge) | Site archéologique d'Alésia (site du siège d'Alésia de 52 av. J.-C., site gallo-romain et du haut Moyen Âge) | Alise-Sainte-Reine                    | Côte-d'Or           | Bourgogne-Franche-Comté | 21 mars 1995 retiré 4 novembre 1998           |
| Sites pré et protohistoriques du lac de Chalain                                                              | Sites pré et protohistoriques du lac de Chalain                                                              | Fontenu, Doucier et Marigny           | Jura                | Bourgogne-Franche-Comté | 21 mars 1995                                  |
| Oppidum de Bibracte (mont Beuvray)                                                                           | Oppidum de Bibracte (mont Beuvray)                                                                           | Glux-en-Glenne                        | Nièvre              | Bourgogne-Franche-Comté | 21 mars 1995                                  |
| Oppidum de Bibracte (mont Beuvray)                                                                           | Oppidum de Bibracte (mont Beuvray)                                                                           | Saint-Léger-sous-Beuvray              | Saône-et-Loire      | Bourgogne-Franche-Comté | 21 mars 1995                                  |
| Grande grotte d'Arcy-sur-Cure                                                                                | Grande grotte d'Arcy-sur-Cure                                                                                | Arcy-sur-Cure                         | Yonne               | Bourgogne-Franche-Comté | 21 mars 1995 intitulé modifié 4 novembre 1998 |
| Abbaye de Saint-Germain-d'Auxerre                                                                            | Abbaye de Saint-Germain-d'Auxerre                                                                            | Auxerre                               | Yonne               | Bourgogne-Franche-Comté | 21 mars 1995                                  |
| Forum de Bavay                                                                                               | Forum de Bavay                                                                                               | Bavay                                 | Nord                | Hauts-de-France         | 21 mars 1995                                  |
| Sanctuaires celtique et gallo-romain de Ribemont-sur-Ancre                                                   | Sanctuaires celtique et gallo-romain de Ribemont-sur-Ancre                                                   | Ribemont-sur-Ancre                    | Somme               | Hauts-de-France         | 21 mars 1995                                  |
| Pincevent | Pincevent | La Grande-Paroisse                    | Seine-et-Marne      | Île-de-France           | 21 mars 1995                                  |
| Grotte du Tuc d'Audoubert                                                                                    | Grotte du Tuc d'Audoubert                                                                                    | Montesquieu-Avantès                   | Ariège              | Occitanie               | 21 mars 1995                                  |
| Dolmen des Périères                                                                                          | Dolmen des Périères                                                                                          | Villedubert                           | Aude                | Occitanie               | 21 mars 1995                                  |
| Lattara | Lattara | Lattes                                | Hérault             | Occitanie               | 21 mars 1995                                  |
| Caune de l'Arago                                                                                             | Caune de l'Arago                                                                                             | Tautavel                              | Pyrénées-Orientales | Occitanie               | 21 mars 1995                                  |
| Nécropoles protohistoriques de                                                                               | Gourjade, Le Martinet,                                                                                       | Castres                               | Tarn                | Occitanie               | 21 mars 1995                                  |
| Nécropoles protohistoriques de                                                                               | Le Causse | Labruguière                           | Tarn                | Occitanie               | 21 mars 1995                                  |
| Château de Mayenne                                                                                           | Château de Mayenne                                                                                           | Mayenne                               | Mayenne             | Pays de la Loire        | 28 novembre 1995                              |